# Nesterenkî, raionul Poltava, regiunea Poltava
Nesterenkî (în ucraineană Нестеренки) este localitatea de reședință a comunei Nesterenkî din raionul Poltava, regiunea Poltava, Ucraina.

## Demografie
Componența lingvistică a localității Nesterenkî
     Ucraineană (92,95%)
     Rusă (6,78%)
     Alte limbi (0,27%)
Conform recensământului din 2001, majoritatea populației localității Nesterenkî era vorbitoare de ucraineană (92,95%), existând în minoritate și vorbitori de rusă (6,78%).